# Rita Tamašunienė
Rita Tamašunienė, née le 27 septembre 1973 à Vilnius, est une femme politique lituanienne .

## Biographie
Rita Tamašunienė est élue députée du parlement lituanien en 2012 en tant que représentante du parti Action électorale polonaise de Lituanie et réélue en 2016 et 2020. 
Elle est représentante à l'Assemblée parlementaire du Conseil de l'Europe depuis 2018. 
Elle est ministre de l'Intérieur d'août 2019 à décembre 2020 dans le Gouvernement Skvernelis.